# Nová Lesná
Nová Lesná es un municipio del distrito de Poprad en la región de Prešov, Eslovaquia, con una población estimada a final del año 2024 de 1646 habitantes.
Se encuentra ubicado al oeste de la región, cerca del río Poprad (cuenca hidrográfica del río Vístula) y de la frontera con la región de Žilina.

## Demografía
| Año        | 1994 | 2004     | 2014    | 2024    |
| ---------- | ---- | -------- | ------- | ------- |
| Población  | 1200 | 1522     | 1556    | 1646    |
| Diferencia |      | +26,83 % | +2,23 % | +5,78 % |

| Año        | 2023 | 2024    |
| ---------- | ---- | ------- |
| Población  | 1649 | 1646    |
| Diferencia |      | −0,18 % |